# Brejolândia
Brejolândia là một đô thị thuộc bang Bahia, Brasil. Đô thị này có diện tích 2619,439 km², dân số năm 2007 là 9069 người, mật độ 3,46 người/km².